# Дани малине у Бранковини
Дан(и) малине у Бранковини је традиционална привредно-туристичка манифестација која се одржава сваке године, крајем јуна или почетком јула у Бранковини, код Ваљева. У организацији ове манифестације учествују Туристичко друштво „Љуба Ненадовић” Бранковина, Туристичка организација Ваљево, а покровитељ је град Ваљево.

## Историјат
Још 1962. године људи окупљени око Туристичког друшта „Бранковина” су своје прве активности усмерили ка организовању и промовисању прве значајне манифестације, која траје до данас.
Први „Дан малине” одржан је у недељу 1. јула 1962. године у црквеној порти. Касније то постаје традиција, па се и наредних година „Дан малине” одржава у суботу или недељу крајем јуна или почетком јула. У црквеној порти се одржава све до 1974. године, да би касније ова манифестација трајала три дана. 
Наредне 1963. године програму је придодата и изложба народне радиности и производа сеоских домаћинстава са могућношћу купопродаје. Од 1965. године почело је организовање наградне изложбе најбољих произвођача малине.

## Програм манифестације
Раније се првог дана одржавало стручно саветовање о даљем унапређењу малинарске производње, а другог дана организује изложба најквалитетнијег јагодичастог воћа. После разгледања и утврђивања најбољих плодова, стручни жири је додељивао награде и признања њиховим одгајивачима. На крају се изводи културно-уметнички програм.
Последњих година 20. века ова манифестација је задржала датум, али се одржава један дан са доста скромном понудом. Данас се одржава изложба малине, округли сто на тему неге и узгајања малина, изложба домаћих рукотворина и дегустација старих домаћих јела. 
После програма „Десанки у част” врши се додела признања најбољим произвођачима малине.